# Bethany (Oregon)
Bethany – jednostka osadnicza w Stanach Zjednoczonych, w stanie Oregon, w hrabstwie Washington.